# Don Williams
Don Williams (Floydada, Texas; 27 de mayo de 1939-Mobile, Alabama; 8 de septiembre de 2017) fue un músico y compositor estadounidense de música country, incluido en el Salón de la Fama de la Música Country en 2010.

## Biografía
Creció en Portland, Texas y se graduó en 1958 de la escuela Gregory-Portland. Tras pasar siete años en la agrupación de música folk Pozo-Seco Singers, inició su carrera como solista en 1971, especializándose en baladas populares y logrando ubicar 17 de sus sencillos en las listas de éxitos de música country en su país natal.
Williams se casó con Joy Bucher el 10 de abril de 1960. 
En 2016 se retiró definitivamente de los escenarios. En su despedida comentó: «Estoy muy agradecido a mis fanes, a mis amigos y a mi familia por el amor y apoyo eternos». Ese mismo año salió al mercado un disco homenaje  Gentle Giants: The Songs of Don Williams, que incluía diversas versiones de sus éxitos a cargo de varios artistas: Lady Antebellum, Garth Brooks, entre otros.

## Muerte
Falleció el 8 de septiembre de 2017 a causa de complicaciones de un enfisema pulmonar. Tenía dos hijos, Gary y Timmy.

## Influencia
Williams ha sido citado como influencia por varios artistas de diversos géneros. Sus éxitos han sido versionados por artistas como Johnny Cash, Eric Clapton, Claude Russell Bridges, Lefty Frizzell, Josh Turner, Sonny James, Alison Krauss, Billy Dean, Charley Pride, Kenny Rogers, Lambchop, Alan Jackson, Tomeu Penya, Waylon Jennings y Pete Townshend. Su música también es reconocida internacionalmente, siendo popular en países como el Reino Unido, Australia, Ucrania, India, Nigeria, Ghana, Kenia, Sudáfrica y Sierra Leona.

## Discografía

### Estudio
- 1973 - Don Williams Volume One
- 1974 - Don Williams Volume Two
- 1974 - Don Williams Vol. III
- 1975 - You're My Best Friend
- 1976 - Harmony
- 1977 - Visions
- 1977 - Country Boy
- 1978 - Expressions
- 1979 - Portrait
- 1980 - I Believe in You
- 1981 - Especially for You
- 1982 - Listen to the Radio
- 1983 - Yellow Moon
- 1984 - Cafe Carolina
- 1986 - New Moves
- 1987 - Traces
- 1989 - One Good Well
- 1990 - True Love
- 1992 - Currents
- 1995 - Borrowed Tales
- 1996 - Flatlands
- 1998 - I Turn the Page
- 2004 - My Heart to You
- 2012 - And So It Goes
- 2014 - Reflections